# Cờ Tổ chức Hợp tác Hồi giáo
Cờ của Tổ chức Hợp tác Hồi giáo có màu trắng với hình lưỡi liềm màu xanh và khối cầu, với Kaaba nằm giữa khối cầu. Đến năm 2011, lá cờ này dùng để thay thế cờ trước đó được thông qua năm 1981, có nền xanh lá với một lưỡi liềm đỏ hướng lên trên trong hình tròn trắng ở giữa; trong hình tròn có chữ "Allahu Akbar" viết bằng thư pháp Ả Rập.